# Sergei Iwanowitsch Syrowatski
Sergei Iwanowitsch Syrowatski (russisch Сергей Иванович Сыроватский, englische Transkription Syrovatskii; * 2. März 1925 in Beresnehuwate; † 26. September 1979 in Moskau) war ein russischer theoretischer Physiker.
Syrowatski studierte an der Lomonossow-Universität (Abschluss 1951) und war Professor am Moskauer Institut für Physik und Technologie.
Er befasste sich mit Magnetohydrodynamik (MHD) mit Anwendungen in der Plasmaphysik und Astrophysik und Weltraumphysik. Er formulierte die MHD-Gleichungen als ein geschlossenes System von Erhaltungssätzen, gab exake Lösungen für Bewegung entlang magnetischer Feldlinien (insbesondere des Problems des Auftriebs) und untersuchte Stabilitätsfragen in der MHD.  Außerdem befasste er sich mit Synchrotronstrahlung in der Astrophysik (mit Rückschlüssen auf die Bewegung relativistischer Elektronen in Galaxien, die nach Syrowatski direkt an den Entstehungsquellen beschleunigt werden) und mit Witali Lasarewitsch Ginsburg mit Entstehungsmechanismen kosmischer Strahlung (sowohl bei Sonneneruptionen als auch bei Supernovae, Quasaren und anderen diskutierten Quellen hochenergetischer kosmischer Strahlung).

## Schriften
- mit V. L. Ginsburg: Der Ursprung der kosmischen Strahlung (Russisch), Moskau, Verlag der Akademie der Wissenschaften 1963